# Apahida
Apahida je rumunská obec v župě Kluž. Žije zde přibližně 17 tisíc obyvatel. Obec se skládá z osmi částí.

## Části obce
- Apahida – 8 989 obyvatel
- Bodrog – 35 obyvatel
- Câmpenești – 382 obyvatel
- Corpadea – 419 obyvatel
- Dezmir – 3 830 obyvatel
- Pata – 628 obyvatel
- Sânnicoară – 2 714 obyvatel
- Sub Coastă – 242 obyvatel